# Aeroflot-Flug A-53
Am 15. August 1975 verunglückte eine Jakowlew Jak-40 auf dem Aeroflot-Flug A-53 von Baku nach Krasnowodsk (heute Türkmenbaşy), wobei 23 der 38 Insassen starben, was bis heute (Juli 2019) nach dem Aeroflot-Flug 112 der schwerste Unfall im heutigen Turkmenistan ist.

## Flugzeug und Besatzung
Das Flugzeug war eine etwa 2 Jahre alte Jakowlew Jak-40 (Luftfahrzeugkennzeichen:CCCP-87323, Werknummer:9330230), die mit 3 Mantelstromtriebwerken des Typs Iwtschenko AI-25 ausgestattet war und vom 31. August 1973 bis zum Unfall 2.130 Betriebsstunden und 1.914 Flugzyklen absolviert hatte.
Die Besatzung bestand aus dem Flugkapitän Karo Garasowitsch Kotschajan, dem Ersten Offizier Asis Gambarowitsch Gambarow, dem Flugingenieur Sergej Arutjunowitsch Gudmanow und der Flugbegleiterin N. Suslina.

## Wettervorhersage
Für Krasnowodsk wurde für einen Zeitraum von 19:00–22:00 Uhr ein Sandsturm bei mäßiger bis starker Bewölkung, einer Sichtweite von 2–4 km, einem Wind von 12–15 m/s (43–54 km/h) aus Richtung 320–340° (Nordwesten) und Turbulenzen vorhergesagt.

## Verlauf
Um 21:17 Moskauer Zeit (MSK) hob die die Jak-40 in Baku ab und stieg auf Reiseflughöhe. Um 21:37:50 Uhr nahmen die Piloten, als das Flugzeug auf 4.500 m flog, Kontakt mit dem Anfluglotsen auf, welcher die Wetterdaten übermittelte und die Freigabe zum Sinkflug erteilte. Um 21:53:20 Uhr meldeten die Piloten eine Höhe von 1.200 m mit Kurs auf den Outer Marker. Der Lotse gab den Piloten die Anflugbedingungen weiter, die eine Linkskurve auf 500 m und einen Anflugkurs von 340° (Norden) vorsahen bei einem Luftdruck von 746 Millimeter Quecksilbersäule. Um 21:54:30 Uhr meldeten die Piloten das Erreichen dieser Höhe und erhielten um 21:56:15 Uhr die Freigabe, eine U-Kurve zu fliegen. Zwischendurch bekamen die Piloten eine Warnung vor möglicherweise starken Turbulenzen über den Bergen. Um 21:57:30 Uhr meldeten sie wiederum das Einleiten einer weiteren U-Kurve. Gemäß den Anweisungen des Lotsen ließen die Piloten die Maschine mit 1,5 m/s sinken. Die Jak-40 erreichte 9,5 km vor der Landebahn eine Höhe von 400 m und schließlich bei 7,5 km Entfernung 300 m, die Höhe, auf der der Outer Marker hätte überflogen werden sollen. Zeitgleich fuhren die Piloten die Landeklappen auf 35° aus. Aufgrund des immer stärkeren Gegenwindes verringerte sich innerhalb von 20–25 s die Fluggeschwindigkeit von 260 auf 200–210 km/h, während die Triebwerke auf 92 % Schub liefen und die Sinkrate auf 2,5 m/s stieg. Bei einer Entfernung von 6 km fiel den Piloten auf, dass sie auf 230 m gesunken waren, woraufhin sie die Triebwerksleistung erhöhten und die Steuerhörner zu sich zogen. Der Sinkflug konnte auf 200–210 m gestoppt werden, wobei die Geschwindigkeit auf 170 km/h, 19 s vor dem Aufprall, sank. Vermutlich hielt ein Abwind von mindestens 5 m/s das Flugzeug davon ab, zu steigen. Als die Piloten die geringe Geschwindigkeit bemerkten, drückten sie die Steuerhörner nach vorne, als 14 s vor dem Aufprall ein vertikaler Windstoß auf das Flugzeug einwirkte und es innerhalb von 1,5–2 s auf 1,3–1,4 g beschleunigte, während die angezeigte Fluggeschwindigkeit zwischen 130 und 170 km/h schwankte. Die Jak-40, deren Anstellwinkel (nicht zu verwechseln mit dem Nickwinkel) nun kritische Werte erreichte, rollte von 6° Rechtsneigung um 10–15°/s nach links. Kapitän Kotschajan zog sein Steuerhorn zu sich und drehte es nach rechts, während er das Seitenruder um 20° nach rechts betätigte und „Сильная болтанка!!!“ („Schwere Turbulenzen!!!“) per Funk rief. Nachdem die Linksneigung 40° erreicht hatte, konnte sie zunächst auf 25° reduziert werden, bevor sie aufgrund des nachlassenden Gegensteuerns mit dem Steuerhorn auf 45° wuchs. Genau in diesem Moment (22:01 Uhr) streifte die mit 150 km/h nach Nordwesten (300–320°) fliegende Jak-40 auf 159 m Höhe mit der rechten Tragfläche eine Küstenklippe, 4700 m vor der Landebahn, nachdem sie in den 7 Sekunden davor u. a. wegen der niedrigen Geschwindigkeit weitere 95–120 m verloren hatte. Dann prallte sie mit 10–15° Linksneigung auf 165 m Höhe mit der Rumpfunterseite gegen eine weitere Klippe, wobei das rechte Hauptfahrwerk, das rechte Triebwerk und die rechte Tragfläche abrissen. Die Jak-40 rollte sowohl bis auf 90° nach rechts als auch um die Nickachse und zerschellte auf den Boden. Das Feuer, das entstand, führte zur teilweisen Verbrennung der Trümmer. Dabei starben sowohl Flugingenieur Gudmanow und Flugbegleiterin Suslina als auch 21 Passagiere.

## Ursache
Der Absturz wurde darauf zurückgeführt, dass das Flugzeug auf 400 m Höhe und 5–8 km Entfernung zur Landebahn in eine gefährliche, turbulente Zone geriet, die direkt vor den Küstenklippen lag und starke Abwinde aufwies. Diese wiederum hatte ihre Ursache bei dem bis zu 30 m/s wehenden, böigen Wind.
Beitragende Faktoren waren:
- Das Flughandbuch enthielt keine Anweisung für ein solches Wetterphänomen
- Die Spezialisten für Wetterüberwachung AMSG hatten nicht die Besonderheiten der Turbulenzen analysiert, die bei Anflügen von Süden nach Norden (340°), wie er am Unfalltag durchgeführt wurde, auftreten
- Fehlende Informationen über starke Abwinde in der Region

Darüber hinaus hatten die Piloten mit einer solchen Situation nur ungenügend Erfahrung, deren Unbeständigkeit sie den Höhenverlust zu spät erkennen und den Schub erhöhen ließ.
Es wurden keine Fehler seitens der Flugsicherung festgestellt.